# Académie des Sciences Morales et Politiques
A Académie des Sciences Morales et Politiques é uma sociedade científica francesa. Fundada em 1795, suprimida em 1803, e restabelecida em 1832, é parte integrante do Institut de France.

## Ligação externa
- Site oficial (em francês).